# کارن گیلان
کارن شیلا گیلان (به انگلیسی: Karen Sheila Gillan)، (تلفظ: ‎/ˈɡɪlən/‎؛ زاده ۲۸ نوامبر ۱۹۸۷) بازیگر اسکاتلندی است. او بیشتر به خاطر بازی در نقش ایمی پوند، در سریال علمی-تخیلی دکتر هو (۲۰۱۳–۲۰۱۰) که به خاطر آن جوایز و نامزدی‌های متعددی را دریافت کرد، شناخته شد. از نقش‌های اولیه او در سینما می‌توان به بازی در فیلم هیجانی رانده‌شده (۲۰۱۰) و فیلم کمدی-عاشقانه پایان ناخوشایند (۲۰۱۳) اشاره کرد. وی زمانی که در بریتانیا بود به اجرا روی صحنه نیز می‌پرداخت.
گیلان با بازی در نقش کیلی راسل در فیلم ترسناک آکیولوس (۲۰۱۳) که اولین موفقیت تجاری او در ایالات متحده بود، به هالیوود منتقل شد و پس از آن در سریال کمدی سلفی از ای‌بی‌سی نقش اول را ایفا کرد. او سپس در فیلم‌های ابرقهرمانی دنیای سینمایی مارول، بازی کرد که باعث شهرت جهانی‌اش شد؛ وی شخصیت نبیولا را در فیلم‌های نگهبانان کهکشان (۲۰۱۴)، نگهبانان کهکشان بخش ۲ (۲۰۱۷)، انتقام‌جویان: جنگ ابدیت (۲۰۱۸)، انتقام‌جویان: پایان بازی (۲۰۱۹)، ثور: عشق و تندر (۲۰۲۲) و فیلم رو به اکران نگهبانان کهکشان بخش ۳ (۲۰۲۳) به تصویر کشیده‌است. گیلان همچنین به خاطر ایفای نقش شخصیت روبی راندهاوس در فیلم‌های جومانجی: به جنگل خوش آمدید (۲۰۱۷) و جومانجی: مرحله بعدی (۲۰۱۹)، نقش سم در فیلم اکشن میلک شیک باروتی (۲۰۲۱) و نقش دوگانه او در فیلم علمی-تخیلی دوگانه (۲۰۲۲) مورد تحسین قرار گرفته‌است.
گیلان برنده جوایز متعددی از جمله یک جایزه امپایر، یک جایزه برگزیده نوجوانان و یک جایزه گزینش منتقدان شده‌است. جدای از بازیگری، او نقدهای مثبتی را به دلیل حضورش به عنوان بازیگر، نویسنده و کارگردان در فیلم درام مهمانی تازه آغاز شده است (۲۰۱۸) به دست آورد. او همچنین به خاطر وجهه عمومی و فعالیتش، به ویژه در زمینه پیشگیری از خودکشی مورد توجه قرار گرفته‌است.

## اوایل زندگی
کارن شیلا گیلان در ۲۸ نوامبر ۱۹۸۷، دختر مری و ریموند جان گیلان در اینورنس اسکاتلند متولد شد. پدرش اهل ساندرلند در شمال شرقی انگلستان است. اگرچه او پیشینه کاتولیکی دارد، اما می‌گوید که غسل تعمید نیافته و مذهبی نیست.
هنگامی که او ۱۶ ساله شد، به ادینبرو نقل مکان کرد و دوره بازیگری و اجرای HNC را در کالج به پایان رساند. او در سن ۱۸ سالگی به لندن نقل مکان کرد تا در آکادمی هنرهای تئاتر ایتالیا کونتی تحصیل کند. زمانی که آنجا بود، یک آژانس مدلینگ او را استخدام کردند. قبل از حرفه بازیگری، او به عنوان یک مدل کار می‌کرد و برای اولین بار در هفته مد لندن در سال ۲۰۰۷ خود را به نمایش گذاشت. گیلان گفته‌است که حرفه بازیگری خود را برای بازگشت به مدلینگ رها نمی‌کند و بیان داشته با اینکه از مدلینگ لذت می‌برد، بازیگری همیشه علاقه اصلی و هدف او بوده‌است.

## زندگی شخصی
گیلان در طی مصاحبه ای در سال ۲۰۱۲ اظهار کرد که در زمان فیلم‌برداری فیلم آکیولوس (۲۰۱۳) برای همیشه به ایالات متحده نقل مکان کرده‌است. در سال ۲۰۱۸، او پس از ارائه فیلم خود به نام مهمانی تازه آغاز شده است، به‌طور عمومی متعهد شد که از خیریه‌های سلامت روان حمایت کند. فیلم او در مورد میزان بالای خودکشی در ارتفاعات اسکاتلند است.